# Ugo Frigerio
Ugo Frigerio (16. září 1901, Milán – 7. července 1968, Garda) byl italský atlet, olympijský vítěz v chůzi na 10 kilometrů.

## Sportovní kariéra
Závodní chůzi se začal věnovat v 17 letech. O rok později se poprvé stal mistrem Itálie v chůzi na 10 kilometrů. Na olympiádě v Antverpách v roce 1920 (v 19 letech) zvítězil v obou chodeckých disciplínách na 3 i 10 kilometrů. Na kratší trati zvítězil o 20 metrů, na delší trati pak o minutu a půl. Na další olympiádě v Paříži v roce 1924 byl na programu pouze chodecký závod na 10 kilometrů. Zde obhájil své vítězství.
Kontroverze způsobené rozhodováním chodeckých závodů vedly k tomu, že byla chůze vyřazena z programu olympiády v Amsterdamu v roce 1928. Frigerio proto ukončil závodní kariéru. K chůzi se vrátil poté, co byl do programu olympiády v Los Angeles zařazen závod v chůzi na 50 kilometrů. Při startu v tomto závodě vybojoval bronzovou medaili a patří tak k nejúspěšnějším chodcům v historii.